# قراصنة (فلم)
قراصنة  (بالإنجليزية: Hackers) هو فيلم جريمة تم إنتاجه في الولايات المتحدة وصدر في سنة 1995. الفيلم من إخراج إيان سوفتلي من بطولة جوني لي ميلر وأنجلينا جولي وجيسي برادفورد.

## الميزانية والإيرادات
حقق أرباحا تقدر بـ 7,563,728.

## وصلات خارجية
- مقالات تستعمل روابط فنية بلا صلة مع ويكي بيانات

1. ↑  "معلومات عن قراصنة (فيلم) على موقع imdb.com". imdb.com. مؤرشف من الأصل في 2019-09-20.
2. ↑  "معلومات عن قراصنة (فيلم) على موقع antoniogenna.net". antoniogenna.net. مؤرشف من الأصل في 2016-03-04.
3. ↑  "معلومات عن قراصنة (فيلم) على موقع cine.gr". cine.gr. مؤرشف من الأصل في 2019-12-12.